# Roberto Álvarez (político)
Roberto Teodoro Álvarez Gil (Ciudad Trujillo, 7 de junio de 1944) es un abogado, diplomático y político dominicano. Desde el 16 de agosto de 2020 es el canciller de República Dominicana, en el gobierno del presidente Luis Abinader. Es también investigador y autor de publicaciones sobre derechos humanos y relaciones internacionales. En 2005 fue Presidente del Consejo Permanente de la Organización de Estados Americanos.

## Biografía
Se graduó como doctor en derecho de la Universidad Autónoma de Santo Domingo y realizó una maestría en Relaciones Internacionales en la Universidad Johns Hopkins y en Derecho Comparado en la Universidad de Georgetown, ambas en la ciudad de Washington D. C. En 1979 visitó Argentina con la Comisión Interamericana de Derechos Humanos, organización que investigaba el régimen instaurado en 1976.

### Trayectoria
El 22 de junio de 2005 presentó sus cartas credenciales como embajador de la República Dominicana ante la Organización de los Estados Americanos el 22 de junio de 2005 y el 1 de julio asumió la presidencia del Consejo Permanente, asumiendo el cargo hasta septiembre. El 24 de septiembre de 2008 dejó el puesto.
Más tarde se desempeñó como embajador honorario de la Comisión Consultiva de la Secretaría de Estado de Relaciones Exteriores entre diciembre de 2008 y agosto de 2010, además de consultor del Banco Interamericano de Desarrollo y delegado oficial de Amnistía Internacional en Nicaragua y Sri Lanka. También ha sido coordinador de Participación Ciudadana, capítulo dominicano de Transparencia Internacional.
En 2018 propuso una comisión oficial de la verdad acerca del gobierno de Rafael Leónidas Trujillo.

#### Ministro de Relaciones Exteriores
El 10 de julio de 2020, el presidente Luis Abinader anunció que Álvarez Gil sería el Canciller de República Dominicana. Álvarez Gil ha hecho énfasis en la protección y acercamiento con los dominicanos en el exterior, así como fortalecer sus lazos con Estados Unidos. En coherencia con este interés de fortalecer estas relaciones con el aliado estratégico del norte, el secretario de Estado Mike Pompeo fue una de las personalidades internacionales en asistir a la toma de posesión del presidente Luis Abinader, el 16 de agosto de 2020.
En los primeros meses de su gestión tuvo que aclarar la relación contractual de la empresa de su sobrino Marcelo Guzmán Álvarez con el Ministerio de Relaciones Exteriores. En un comunicado dejó establecido que su allegado era proveedor de servicios desde la gestión anterior y que en su gestión este contrato había sido terminado.
En sus primeros tres meses de gestión ha iniciado un acercamiento con el país vecino de Haití con señales clara de que la nueva política exterior dominicana intenta relanzar las relaciones de los dos países que ocupan la misma isla. Roberto y su homólogo haitiano han intercambiado visitas.

## Publicaciones
- Desafíos y retos en el uso del sistema interamericano (2007) Revista IIDH,  1015-5074, N.º. 46, 2007, págs. 19-29[17]
- Derecho Internacional y Derechos Humanos: Reflexiones de dos Generaciones, 1955-2016  (2018)  autor: Ambrosio Álvarez Ayber con introducción de Roberto Álvarez Gil y prólogo de Jean Michel Arrighi.[18][19]